# Djehuty
Sekhemre-Sementawi Djehuty o Djehuti (també Sekhemre Sementawy Thuty) fou un faraó egipci de la dinastia XVI, tot i que alguns egiptòlegs el consideren de la dinastia XVII i d'altres de la dinastia XIII, que va governar a Tebes. El seu nom volia dir 'Ra és poderós'. El seu pare era el visir Senebhanef i la seva mare Sebekhotep, una princesa segurament de la família reial de la dinastia XIII, cosa que li va donar la legitimitat per accedir al poder a Tebes, una vegada liquidada la dinastia XIII per la XV, poc després del 1650 aC.
Es va casar amb la seva germana Mentuhotep i va tenir tres fills: Sekhemre-Sankhtawi Neferhotep (Neferhotep III), Sekhemre-Seworsretawy Sebekhotep (Sobekhotep VIII) i Sankhenre Mentuhotep (Mentuhotep VI), que el van succeir. Fou enterrat a Tebes.
Es conserven blocs de pedra amb el seu nom al pati del temple d'Horus a Edfú; algunes gerres a Dra Abu al-Naga (avui a Berlín), el seu nom en un bloc de pedra al temple de Deir al-Ballas, i el seu nom en una taula de Karnak.